# Alexis Lepère der Jüngere

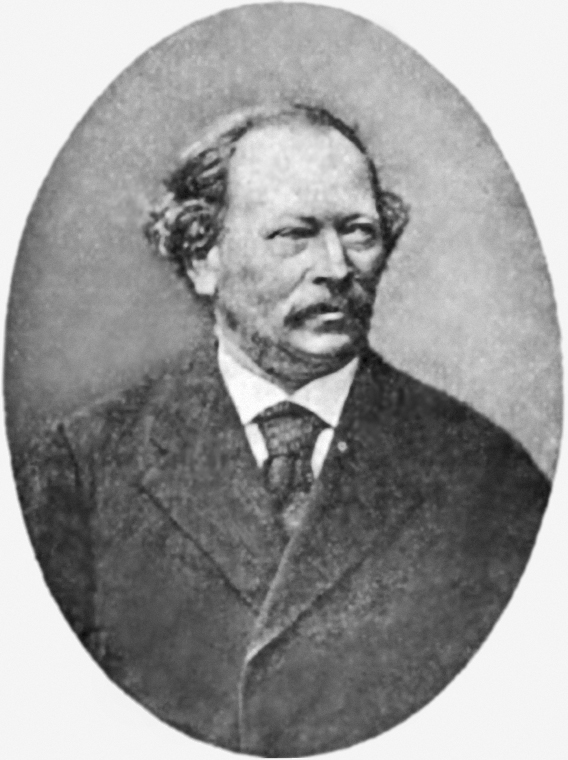
Alexis Lepère der Jüngere

Alexis Joseph Gabriel Lepère († 11. August 1896 in Montreuil) war ein französischer Gärtner und Pfirsichzüchter. Er war der Sohn des Obstgärtners Alexis Lepère des Älteren.

## Leben

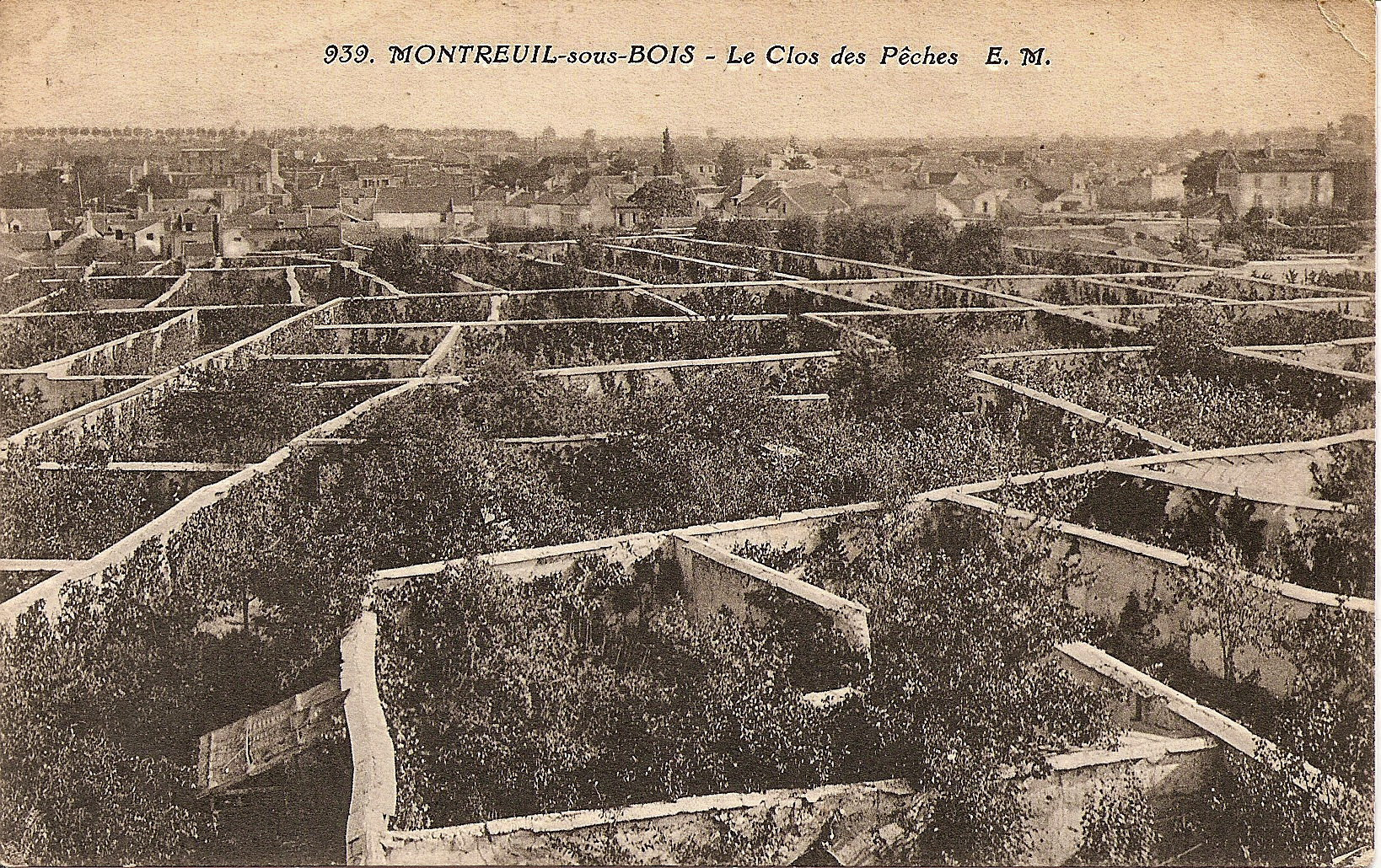
Murs à pêches in Montreuil

Alexis Lepère wurde in Montreuil bei Paris als Sohn des Gärtners und Baumschulbesitzers Alexis Lepères des Älteren geboren. Die Familie war bereits seit mehreren Generationen als Obstbauern tätig, wobei Alexis Lepère der Ältere europaweit für sein Fachwissen und eine von ihm entwickelte Schnitttechnik für Spalierobst, insbesondere für Pfirsichbäume, bekannt war. Alexis Lepère der Jüngere lernte das Handwerk des Obstbaus und Formobstschnitts bei seinem Vater, dem er nacheiferte. So fertigte er die Zeichnungen und Illustrationen in dessen Buch an, das im Französischen in sieben Auflagen erschien und zu einem Standardwerk über Spalierobstbau wurde.
Genau wie schon sein Vater, bemühte sich auch Alexis Lepère der Jüngere darum, sein Wissen um den Obstbau und speziell die Pfirsichkultur weiterzugeben und hielt wie dieser Vorträge und Kurse in seinem Garten. Später hielt er in Paris, Montreuil und Vincennes Vorlesungen für die neu gegründete Association polytechnique.
Alexis Lepère der Jüngere starb am 11. August 1896 in Montreuil. Erst im Juni des gleichen Jahres hatte er noch eine Kommission der Société nationale d'Horticulture auf seinem Anwesen empfangen, der er die Pfirsichkultur in Kalthäusern vorführte.

## Wirken im Ausland

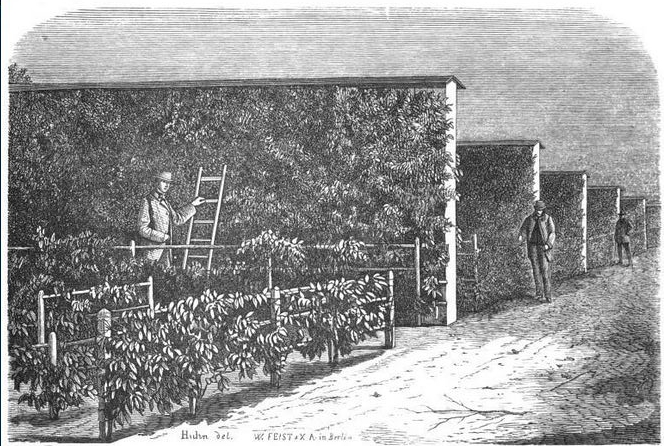
Lepèresche Mauern in Basedow

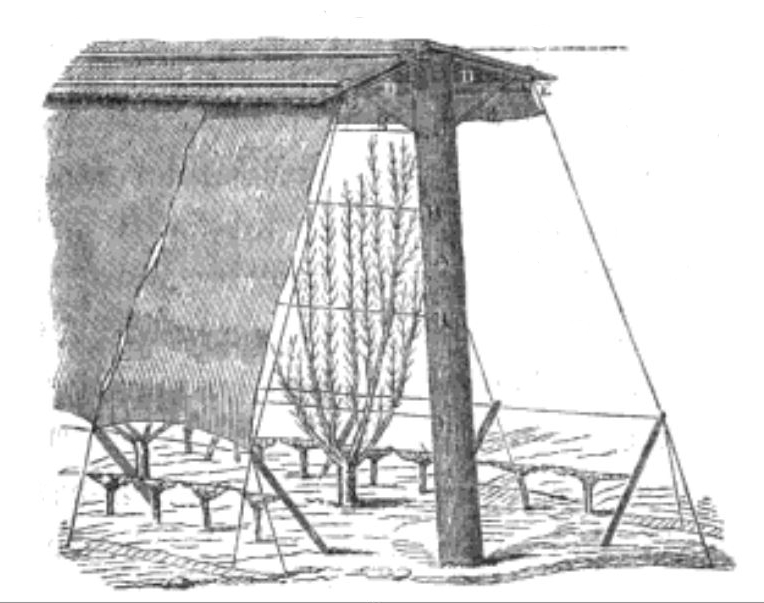
Konstruktion der Lepèreschen Mauern mit Dach und Abdeckung vor dem Spalierobst

### Arendsee, Basedow und Bandelin
Im Jahr 1853 besuchten der Großgrundbesitzer Albert von Schlippenbach und seine Schwester, die Gräfin Agnes von Hahn (* 29. Mai 1812; † 5. April 1857 in Basedow), Paris und waren von der Qualität der dort angebotenen Früchte sehr beeindruckt. Sie beschlossen, zunächst in Frankreich Informationen über die dort praktizierte Technik des Obstbaus an Mauern einzuholen und anschließend in ihrer Heimat Mecklenburg neue Kulturtechniken und Obstsorten zu etablieren, um dort ebenfalls hochwertiges Obst produzieren zu können. Während ihres Frankreichaufenthaltes besuchten sie auch die Obstanlagen von Alexis Lepère dem Älteren, der für seine besonderen Fertigkeiten und Kenntnisse in der Pfirsichkultur bekannt war. Alexis Lepère der Jüngere bot an, im folgenden Frühjahr nach Mecklenburg zu reisen, um dort Tafelobstkulturen mit Mauern anzulegen.
Im Jahr 1854 reiste Lepère nach Norddeutschland und legte auf Schloss Basedow, dem Anwesen von Friedrich von Hahn, Obstpflanzungen an Mauern an. Zu der in südöstlicher Richtung orientierten Hauptmauer, die ca. 80 Meter lang war, standen acht Mauern in senkrechter Richtung, so dass insgesamt sieben Kammern gebildet worden, deren Tiefe von Westen nach Osten hin abnahm. Die Mauern hatten ein ca. 45 Zentimeter breites Fundament aus Feldsteinen. Der Restaufbau der Mauer bestand aus einer Art Stampfbeton aus grobem Kies und einem hohen Kalkanteil, dem in den oberen Partien auch Stroh beigemengt war. In die Mauer waren Holzdübel eingelassen, die der Befestigung von Latten dienten. Lepère schloss mit dem Grafen von Hahn einen Vertrag ab, demzufolge er für die Pflege der Anlagen verantwortlich war und auch die Aufsicht über die zuständigen Gärtner innehatten; dafür erhielt er jährlich 1000 Franc.
Im darauffolgenden Jahr kam er abermals nach Deutschland, um im Auftrag des Grafen von Schlippenbach auf Schloss Arendsee bei Prenzlau ebenfalls Obstkulturen anzulegen. Nach der Fertigstellung der Anlagen besuchte er jährlich mehrmals Basedow und Arendsee, um die Kulturen zu kontrollieren und zu erweitern.
Die Hauptmauer der Arendseer Anlage verlief von Osten nach Westen und hatte bei einer Höhe von 9 Fuß eine Länge von 116 Ruten. Die Distanz von 32 Ruten war mit Weinreben, der Rest mit Spalierobstbäumen, vor allem Pfirsich- und Aprikosenbäumen, bepflanzt. Von der Hauptmauer gingen im rechten Winkel 14 Quermauern ab, die ebenfalls mit Spalierobst bepflanzt waren. Die so entstandenen, nach Süden hin offenen Kammern wurden mit niedrigen, freistehenden Contre-Spalieren bepflanzt sowie zur Aufzucht von Jungbäumen und zum Anbau von Gemüse und Erdbeeren genutzt. In den Sommermonaten wurden in einer Kammer die Topfobst-Pflanzen der Orangerie aufgestellt. Zusätzlich zu der Hauptanlage wurden auf dem Schlossgelände drei kleinere, ebenfalls mit Mauern umfasste Gärten angelegt. Insgesamt umfassten die Arendseer Spalierobstgärten 76 Pfirsich-, 44 Aprikosen-, 319 Birnen-, 498 Apfel-, 36 Kirsch- und 29 Pflaumenbäume sowie 16 Stachelbeerbüsche. Während Lepère zunächst zahlreiche verschiedene edle Sorten wählte, wurde das Sortenspektrum in den ersten zwei Jahrzehnten reduziert, da sich einige der gewählten Sorten trotz der schützenden Mauern als zu empfindlich für das norddeutsche Klima herausstellten.
Die Arendseer Anlage wurde von dem dortigen Gärtner Wünn, der von Lepère in die Kulturtechnik eingewiesen wurde, gepflegt. Von Schlippenbach bot an, dass junge Gärtner zum Frühjahrs- und Sommerschnitt nach Arendsee kommen durften und dort von Wünn die spezielle Schnitttechnik lernen konnten.
Eine weitere Obstanlage mit Mauern legte Lepère für den preußischen Kammerherrn Friedrich von Behr auf dem Gutshaus Vargatz bei Bandelin an.
Die Grafen von Hahn und von Schlippenbach stellten Früchte, die an ihren Lepère'schen Anlagen gezogen worden waren, auf den pomologischen Versammlungen in Berlin und Görlitz aus und nahmen an verschiedenen landwirtschaftlichen Ausstellungen teil. Im Jahr 1857 schließlich nahm Alexis Lepère d. J. zusammen mit Albert von Schlippenbach persönlich an der Versammlung deutscher Obstzüchter in Gotha teil, wo dieser Vorträge über seine Erfahrungen bei der Tafelobstkultur in Arendsee hielt. Lepère gab eine praktische Schnittvorführung, wobei von Schlippenbach für die Zuschauer aus dem Französischen übersetzte.

### Potsdam

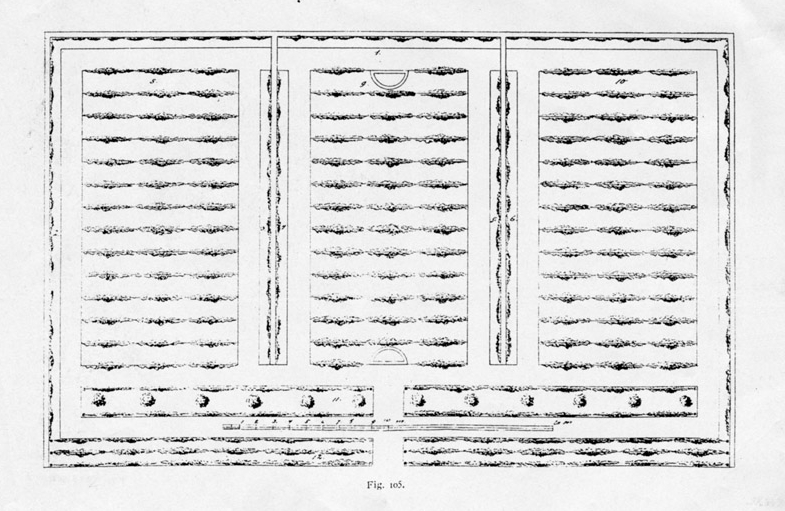
Plan der Lepèrschen Anlagen am Klausberg

Um sich als Gärtner zu empfehlen, ließ Alexis Lepère ab 1859 mit Königin Augusta durch den Minister Moritz August von Bethmann-Hollweg jährlich Pfirsiche, Äpfel und Birnen vorlegen. Es gelang ihm aber erst im Sommer 1862, König Wilhelm I. und die Königin zu überzeugen, ihn mit der Anlage einer Obstkultur zu beauftragen. Im Herbst entstand unter seiner Anleitung am Königlichen Weinberg am Klausberg eine 128 Fuß lange, von Osten nach Westen ziehende Maueranlage, von der nach Süden hin vier jeweils 56 Fuß lange Mauern liefen. Die Mauern schlossen mit einem vorspringenden Schutzdach ab, an dem in den Monaten März bis Mai hölzerne Schutzläden befestigt wurden, um die blühenden Bäume vor Frösten zu schützen.
Die Bäume bezog Lepère bereits in Spalierform vorgezogen aus Frankreich. Direkt an die Mauern pflanzte Lepère die wärmebedürftigeren Pfirsich-, Birnen- und Kirschbäume, während die zwischen den Mauern entstandenen Räume mit Apfel- und Birnenbäumen an 2 bis 4 Fuß hohen Spalieren bepflanzt wurden.
Schließlich erteilte das Königspaar ihm 1863 den Auftrag, auch bei Schloss Babelsberg Obstkulturen an Mauern anzulegen. Am nördlichen Ende des Geländes der ehemaligen Hofgärtnerei im Park Babelsberg entstand eine Anlage mit vier nach Süden hin offenen Kammern, die an ihrem Nordende durch Durchgänge mit Holztüren verbunden waren. Der Boden in den Kammern wurde bis zu einer Tiefe von 1,4 Metern rigolt und mit Lehm und Kuhmist angereichert. Die Auswahl der Sorten traf der Hofgärtner Carl Fintelmann, der für die Anlage am Klausberg verantwortlich war. Die Anlage in Babelsberg wurde von dem Babelsberger Hofgärtner Christoph Ferdinand Kindermann und nach dessen Tod im Jahr 1865 von seinem Sohn Otto Ferdinand Kindermann (* 1843; † 1918) gepflegt, wobei Lepère noch mehrere Jahre zweimal jährlich nach Deutschland kam, um die Spalierbäume im Sommer zu schneiden. Dafür erhielt er zunächst nur ein sehr geringes Honorar in Höhe von sieben Friedrichsdor, bevor im Frühjahr 1866 ein Pflegevertrag geschlossen wurden, der ihm jährlich 2000 Francs für die Pflege der Anlage zusicherte.
Aufgrund der Erfolge, die er zunächst mit seinen Anlagen erzielte, erhielt Alexis Lepère der Jüngere weitere Aufträge für die Anlage von Obstplantagen. Insgesamt schuf er im Ausland mehr als vierzig Anlagen, unter anderem in Mecklenburg-Schwerin, Mecklenburg-Strelitz, Pommern, Schlesien, im Herzogtum Nassau, in Ost-Preußen und in Oranienbaum bei St. Petersburg, wobei die genauen Wirkorte heute nicht mehr bekannt sind.
Im Jahr 1870 wurde durch Ferdinand Jühlke für die Königliche Gärtnerlehranstalt am Wildpark bei Potsdam eine dritte Anlage nach dem Lepèreschen Prinzip in Potsdam angelegt, an der dieser den Schülern der Anstalt die Kultur an Talutmauern und den Spalierobstschnitt demonstrieren wollte.

## Schicksal der Anlagen
Lepère besuchte die von ihm in Deutschland geschaffenen Anlagen noch einige Jahre regelmäßig und konnte durchaus auch gute Obsternten mit hochwertigen Früchten als Erfolge vorweisen. Durch den Deutsch-Französischen Krieg 1870/71 konnte er die Anlagen aber schließlich nicht weiter pflegen und wollte auch nach dem Krieg nicht mehr nach Deutschland zurückkehren. Er stand aber mit zahlreichen Adeligen in Briefkontakt, die seinen Rat zu obstbauliche Themen schätzten, darunter der Großfürst von Mecklenburg, Fürst Metternich, Großfürstin Helena von Russland, Prinz Reuß, Prinz Wittgenstein, der König von Sachsen sowie der Diplomat Aristanchi Bey.
Die Kultur von besonders wärmebedürftigen Obstarten und anspruchsvollen Sorten konnte sich in Deutschland allerdings nicht auf Dauer durchsetzen. Dies war wohl auch zum Teil auf die Wahl von Obstsorten zurückzuführen, die sich zwar in Frankreich bewährt hatten, für das deutsche Klima aber zu empfindlich waren. Ein Problem der Anlagen scheint auch der Befall mit Insekten, insbesondere der Apfelblutlaus gewesen zu sein, die sich durch die geschützte Lage innerhalb der Kammern stark vermehren konnten.
Die Anlagen in Arendsee wurden zunächst noch mehrere Jahrzehnte betrieben, allerdings wurde die Wahl der Obstsorten an das Klima angepasst. Heute sind von den Anlagen in Basedow und Arendsee nur noch einzelne Fundamentreste zu finden.
Die Anlagen in Potsdam wurden später nicht mehr gepflegt, die Bäume nicht mehr regelmäßig geschnitten. Um die Jahrhundertwende galten die Anlagen bereits als veraltet und unmodern und wurden eher als Historikum denn als ertragsbringende Kulturtechnik angesehen. Durch mangelnde Pflege verfielen die Mauern zunehmend, die Bäume starben ab und die Flächen wurden überwuchert.
Ab ca. 1960 wurden die Flächen der Kammern zwischen den Leperschen Mauern am Klausberg an Kleingärtner verpachtet. Ab dem Jahr 1999 wurde die Lepèresche Anlage am Klausberg im Vorfeld der Bundesgartenschau 2001 in Potsdam durch die Stiftung Preußische Schlösser und Gärten Berlin-Brandenburg in Zusammenarbeit mit einem Verein restauriert und mit Pfirsich- und Birnbäumen sowie Rebstöcken in Spalierform bepflanzt. Auch für die Anlage in Babelsberg ist für die nächsten Jahre eine Restaurierung geplant.

## Obstsortenzüchtungen
Alexis Lepère der Jüngere war der Züchter folgender Pfirsichsorten:
- Alexis Lepère, ab 1876 im Handel[25]
- Pêche Vilmorin, gewidmet der Gärtnerfamilie Vilmorin[26]
- Pêche Colombier, gewidmet dem Baumschulenbesitzer Colombier aus Vitry[27]

## Ehrungen
1866 wurde er zum Ehrenmitglied der Gartenbau-Vereine für Neu-Vorpommern und Rügen ernannt. Er war Träger des Ordre du Mérite agricole in der Klasse eines Offiziers.